# 의약품 개발
의약품 개발 또는 약물 개발 또는 약 개발 또는 신약 개발은 약물 발견 과정을 통해 선도 화합물이 확인된 후 새로운 의약품을 시장에 출시하는 과정이다. 여기에는 미생물 및 동물에 대한 전임상 연구, 인간에 대한 임상시험을 시작하기 위한 연구용 신약에 대해 미국 식품의약국(FDA)을 통한 규제 상태 제출 등이 포함되며, 약을 시장에 내놓기 위해 신약 신청으로 규제 승인을 얻는 단계가 포함될 수 있다. 개념부터 실험실에서의 전임상 테스트, 임상 1~3상 시험을 포함한 임상 시험 개발, 승인된 백신이나 약물에 이르기까지 전체 과정은 일반적으로 10년 이상이 걸린다.

## 신약 개발
크게 신약 개발 과정은 전임상 작업과 임상 작업으로 나눌 수 있다.

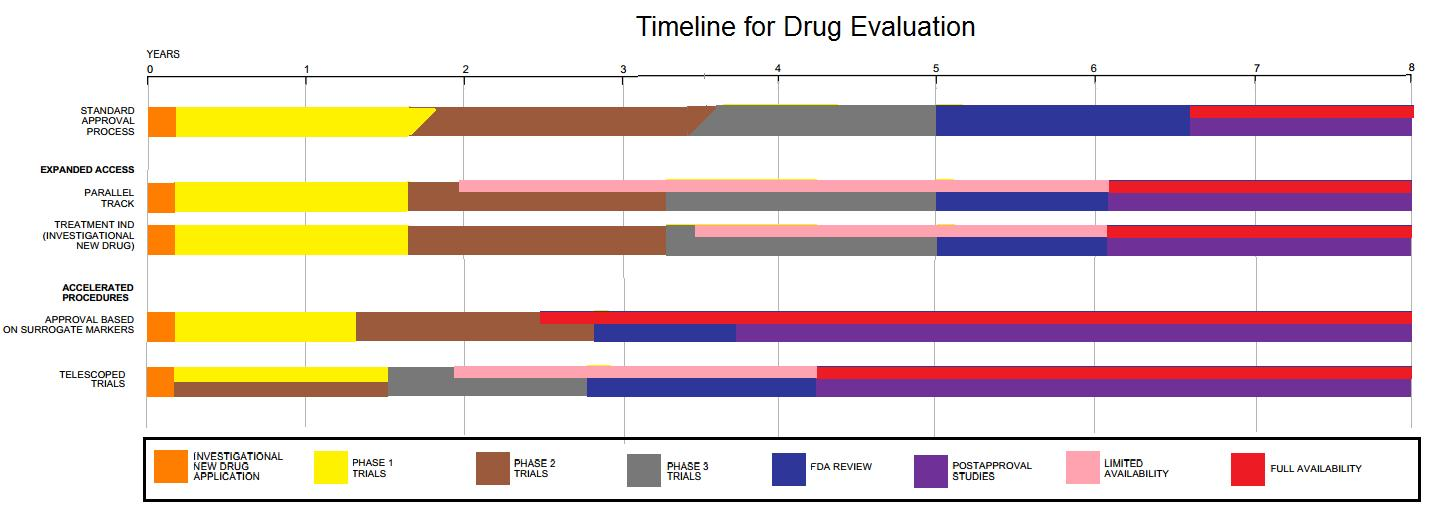
다양한 약물 승인 트랙 및 연구 단계를 보여주는 타임라인

## 같이 보기
- 의약품 설계
- 복제약
- 의약품국제조화회의